# Saving All My Love for You
«Saving All My Love for You» (с англ. — «Храню всю свою любовь для тебя») — песня, исполненная американской певицей Уитни Хьюстон. Первый её хит, возглавивший американский чарт Billboard Hot 100 и хит-парад Великобритании UK Singles Chart. Песню написали Майкл Массер и Джерри Гоффин совместно с аранжировщиком Джин Пейдж. За эту песню Хьюстон получила в 1986 году премию «Грэмми» за лучшее женское вокальное поп-исполнение и American Music Award в категории Favorite R&B/Soul Video. Это 4-й сингл с дебютного альбома певицы Whitney Houston и 1-й из 7 подряд чарттопперов в США.

## Список композиций
- US Vinyl / 7" Single
  - A «Saving All My Love for You» — 3:46
  - B «All at Once» — 4:26
- Germany Vinyl 7"

1. «Saving All My Love for You» — 3:57
2. «Nobody Loves Me Like You Do» (дуэт вместе с Джермейном Джексоном) — 3:46

- UK Vinyl / 12"
  - A «Saving All My Love for You»
  - B1 «All at Once»
  - B2 «Greatest Love of All»
- Germany Vinyl / 7"
  - A «Saving All My Love for You» — 3:57
  - B «How Will I Know» — 3:35

## Хит-парады и сертификация
| Чарт (1985)                           | Высшая позиция |
| ------------------------------------- | -------------- |
| Австрия (Ö3 Austria Top 40)           | 12             |
| Нидерланды (Dutch Top 40)             | 16             |
| Франция (SNEP)                        | 11             |
| Германия (GfK)                        | 18             |
| Ирландия IRMA                         | 1              |
| Новая Зеландия (Recorded Music NZ)    | 5              |
| Норвегия (VG-lista)                   | 10             |
| Швейцария (Schweizer Hitparade)       | 5              |
| Великобритания (OCC UK Singles)       | 1              |
| США (Billboard Hot 100)               | 1              |
| США (Billboard Adult Contemporary)    | 1              |
| США (Billboard Hot R&B/Hip-Hop Songs) | 1              |

| Чарт (1985)         | Позиция |
| ------------------- | ------- |
| U.S Black Singles   | 5       |
| U.S Pop Singles     | 23      |
| Чарт (1986)         | Позиция |
| Swiss Singles Chart | 28      |

| Страна         | Провайдер | Сертификация |
| -------------- | --------- | ------------ |
| Великобритания | BPI       | Gold         |
| США            | RIAA      | Gold         |

## Участники записи
- Авторы песни — Майкл Массер, Джерри Гоффин
- Продюсер записи — Майкл Массер
- Аранжировщик — Джин Пейдж
- Саксофон (соло) — Том Скотт[англ.]
- Аудиомикширование — Билл Шни
- Аудиоинженеры — Майкл Манчини, Расселл Шмитт